# Emperador Duanzong

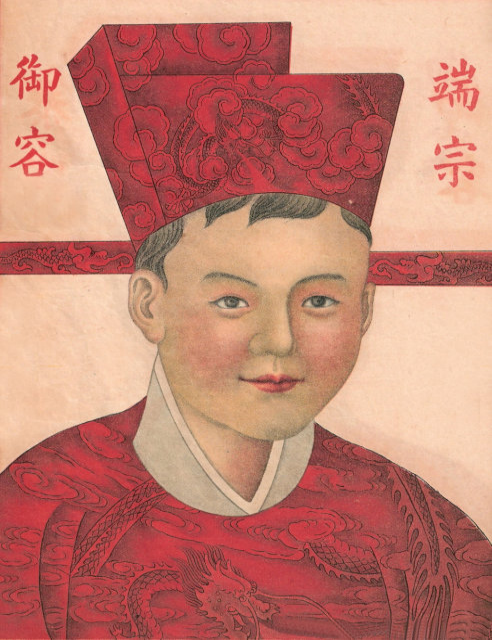
Retrato de Duanzong, ilustración de una publicación honkonesa de 1937.

Emperador Duanzong de Song (10 de julio de 1269 – 8 de mayo de 1278), nombre personal Zhao Shi, fue el 17.º emperador de la dinastía Song en China y el octavo y penúltimo emperador de la dinastía Song del sur. Era el quinto hijo del Emperador Duzong y un medio hermano mayor de su predecesor, el emperador Gong y de su sucesor Zhao Bing.
El emperador Gong acompañado por la Magnífica Emperatriz Viuda Xie se rindió al imperio Mongol en 1276 después de la caída de la capital Song, Lin'un (la actual Hangzhou). Zhao Shi y su séptimo hermano, Zhao Bing, huyeron hacia el sur hasta la provincia de Fujian, donde la nueva capital Song fue establecida. El 14 de junio de 1276, Zhao Shi fue entronizado como el nuevo emperador Duanzong que gobernó bajo el nombre de era "Jingyan" (景炎; literalmente: "llama brillante"). Aun así, en 1278 los mongoles rompieron las últimas líneas defensivas Song, forzando a Zhao Shi a huir otra vez. Acompañado por ministros leales como Lu Xiufu y Zhang Shijie, Zhao Shi se embarcó y huyó más al sur, hasta la provincia de Cantón. Después, se quedó temporalmente en Hong Kong que entonces era un pequeño pueblo de pescadores. La reliquia histórica Song Wong Toi en Hong Kong, en la actualidad en la ciudad de Kowloon, conmemora la huida de Zhao Shi a Hong Kong.
En marzo de 1278, mientras huían de los mongoles dirigidos por Liu Shen, un tifón alcanzó la flota que transportaba el séquito real, el barco imperial naufragó y Zhao Shi cayó de uno de los botes de rescate, siendo salvado casi moribundo. No consiguió recuperarse, enfermó y murió unos meses más tarde en Gangzhou (碙州; la actual Isla Lantau, Hong Kong). Le sucedió su séptimo hermano, Zhao Bing.

## Familiares
- Padres:
  - Zhao Qi (度宗 趙禥; 1240 – 1274)
  - Emperatriz viuda Yang (皇太后 楊氏; fallecida en 1279), nombre personal Juliang (巨良)